# Atomabsorptionsspektrometrie

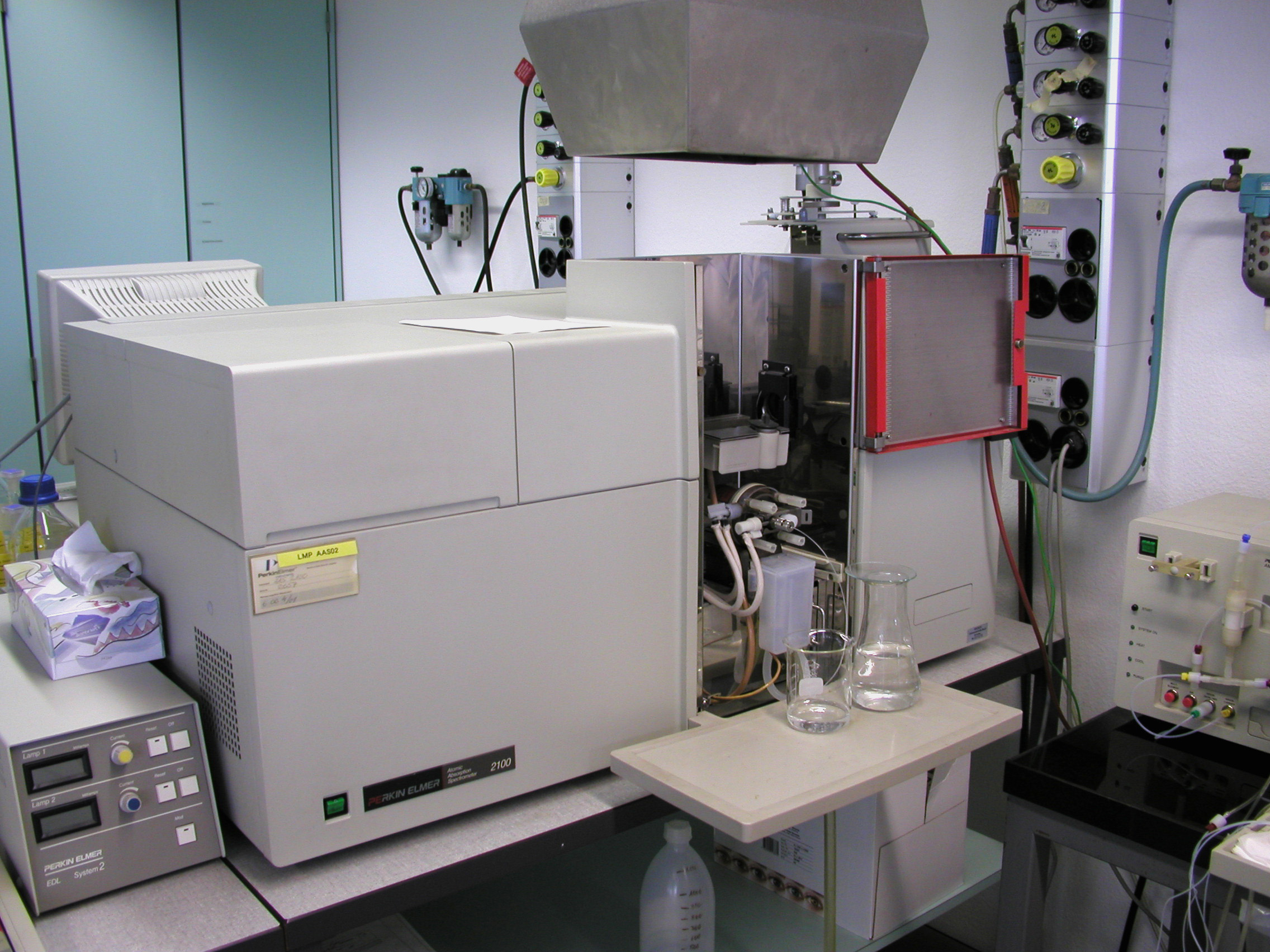
Atomabsorptionsspektrometer

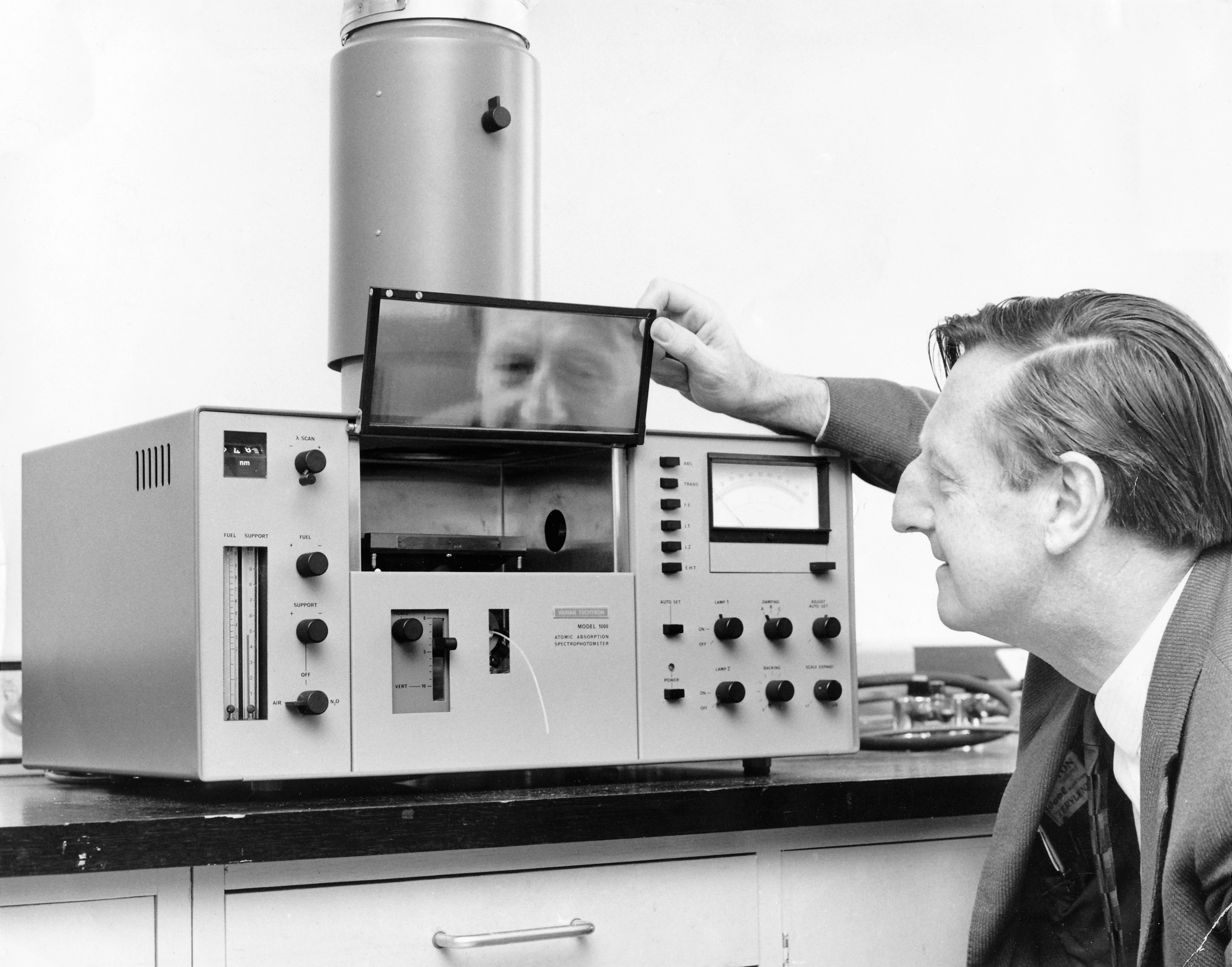
Alan Walsh, der Entwickler des Verfahrens der Atomabsorptionsspektrometrie, mit einem kommerziellen Atomabsorptionsspektrometer.

Die Atomabsorptionsspektrometrie (AAS) ist ein zur Gruppe der Atomspektrometrie gehörendes analytisches Verfahren. In der analytischen Chemie ist sie eine bewährte und schnelle Methode zur quantitativen und qualitativen Analyse vieler Elemente (Metalle, Halbmetalle) in meist wässrigen Lösungen und Feststoffen. Die AAS basiert auf der Schwächung (Absorption) einer Strahlung durch Wechselwirkung mit freien Atomen. Da jedes chemische Element ein charakteristisches Linienspektrum besitzt, können über die Auswertung des Differenzspektrums zu einer Referenzmessung ohne Probe Aussagen über die in einer Probe enthaltenen Elemente getroffen werden. Die Atomabsorptionsspektrometrie wird hinsichtlich der Überführung einer Probe in die Gasphase in folgende Unterverfahren eingeteilt:
- F-AAS (kurz für engl. flame atomic absorption spectrometry, dt. ‚Flammen-Atomabsorptionsspektrometrie‘, auch Flammentechnik genannt)
- GF-AAS oder etA-AAS (engl. graphite furnace atomic absorption spectrometry, dt. ‚AAS mit elektrothermischer Aufheizung‘, auch Graphitrohrtechnik genannt)
- CV-AAS (engl. cold vapour atomic absorption spectrometry, dt. ‚AAS mit Kaltdampftechnik‘, auch Hydridtechnik genannt)
- HR-CS-AAS (engl. high-resolution continuum-source atomic absorption spectrometry, dt. ‚Atomabsorptionsspektrometrie mit Kontinuumstrahler und hochauflösendem Echelle-Doppelmonochromator‘)

Sie wurde von Alan Walsh in den 1950er Jahren in Australien entwickelt.

## Prinzip

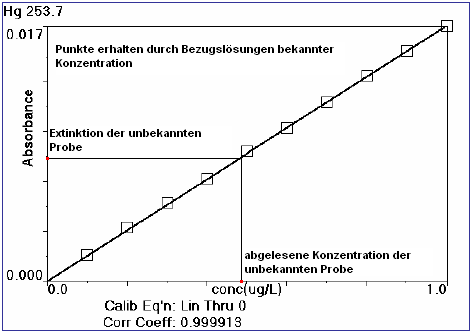
Kalibrierung in der AAS am Beispiel FIAS-Furnace-Technik

Eine Lichtquelle emittiert Licht verschiedener Wellenlängen mit einer bestimmten Intensität. Im Strahlengang befindet sich eine Atomisierungseinheit, in der die Bestandteile einer zu untersuchenden Probe atomisiert, d. h., in einzelne, anregbare Atome überführt werden. Die Atomisierung der Elemente erfolgt entweder durch eine Gasflamme (Ethin/Luft- oder Ethin/Lachgas-Gemisch), in die die zu analysierende Lösung zerstäubt wird oder durch schnelles, starkes Erhitzen in einem elektrisch beheizten Graphitrohr, in das zuvor eine geringe Menge der Lösung hineingegeben wurde.
Nach Schwächung des Lichtstrahls in der Atomwolke (Absorption) wird seine Intensität hinter der Atomisierungseinheit gemessen und mit der Intensität des ungeschwächten Lichtes verglichen. Es wird detektiert, wie viel des eingestrahlten Lichtes einer bestimmten Wellenlänge durch das zu messende Element absorbiert wurde (in den meisten Fällen ist die AAS eine Einelementtechnik). Es gilt das Lambert-Beersche Gesetz. Mit steigender Konzentration des Analyten in der Probe steigt die Schwächung des eingestrahlten Lichtes (Extinktion) proportional.
Die absorbierte Lichtenergie wird vom dadurch angeregten Atom auf der gleichen Wellenlänge wieder abgestrahlt, das Atom zeigt somit Fluoreszenz. Dass man eine Intensitätsschwächung, das Absorptionssignal, messen kann, hat einen geometrischen Grund: Das eingestrahlte Licht wird durch die Optik des Gerätes auf einen sehr kleinen Raumwinkel fokussiert. Die Re-Emission erfolgt jedoch als Kugelwelle über den gesamten Raumwinkel von 4π. Nur ein vernachlässigbar kleiner Anteil davon gelangt mit dem Licht der Lampe durch den Austritts-Spalt.
Die AAS ist ein relatives Messverfahren. Nach dem Lambert-Beerschen Gesetz (gültig für niedrige Konzentrationen) wird die Extinktion von Kalibrierungsstandards bekannter Konzentrationen aufgenommen, eine Kalibrierkurve erstellt und Proben mit unbekannter Konzentration gegen diese Kalibrierung aufgenommen und die Konzentration abgelesen (heutzutage per Software ausgewertet).
Ein großer Vorteil der AAS gegenüber anderen spektroskopischen Methoden besteht in der Selektivität des Verfahrens. Die als Lichtquellen eingesetzten Lampen emittieren aufgrund der Zusammensetzung ihres Leuchtmittels (Hohlkathodenmaterial, Salz in einer elektrodenlosen Entladungslampe (EDL)) ein elementspezifisches elektromagnetisches Spektrum, das gezielt von dem gleichen, zu untersuchenden Element absorbiert wird. Spektrale Störungen kommen in der AAS nur sehr selten vor.
Neueste auf dem Markt erhältliche Entwicklungen wie High-Resolution-Continuum-Source-AA-Spektrometer arbeiten hingegen mit nur einer Lichtquelle. Eine Xenon-Kurzbogenlampe als kontinuierliche Strahlungsquelle deckt alle Elemente und alle verfügbaren Wellenlängen ab. Diese Strahlungsquelle eröffnet den gesamten für die AAS relevanten Wellenlängenbereich in nur einem Schritt. Damit ist die sequentielle Multielementroutine möglich, sofern die zu bestimmenden Elemente aus der gleichen Verdünnung zu bestimmen sind. Ein Novum sind für die Auswertung nutzbare Molekülbanden, mit denen zusätzliche Elemente, wie z. B. Schwefel oder auch Phosphor, analysiert werden können. Ein HR-CS-AAS misst daher unabhängig von Hohlkathodenlampen. Das bietet Vorteile wie z. B. geringere Vorbereitungszeiten, keine langwierige Einbrennzeit der Lichtquelle, da Drifterscheinungen simultan korrigiert werden. Der Zeitgewinn relativiert sich allerdings wieder dadurch, dass aufgrund der komplexeren Optik eine wesentlich längere Initialisierungszeit des Gerätes erforderlich ist, die den eigentlichen Vorteil der AAS, eine schnelle Messbereitschaft für die schnelle Analytik weniger Proben, wieder zunichtemacht.

## Aufbau

Schematischer Aufbau eines F-AAS-Spektrometers

Als Lichtquelle dient ein Linienstrahler (z. B. eine Hohlkathodenlampe, HKL). Ein Zerstäuber wird zur Bildung feiner Tröpfchen des Analyten verwendet, um diese effektiv in der Hitze einer Gasflamme zu atomisieren. Zum Schutz des Detektors ist eine Dispersionseinheit (Monochromator) nachgeschaltet. Bei dem Detektor handelt es sich in der Regel um einen Photomultiplier.

## Lichtquellen
In der AAS werden elementspezifische Lampen verwendet. Man unterscheidet zwischen

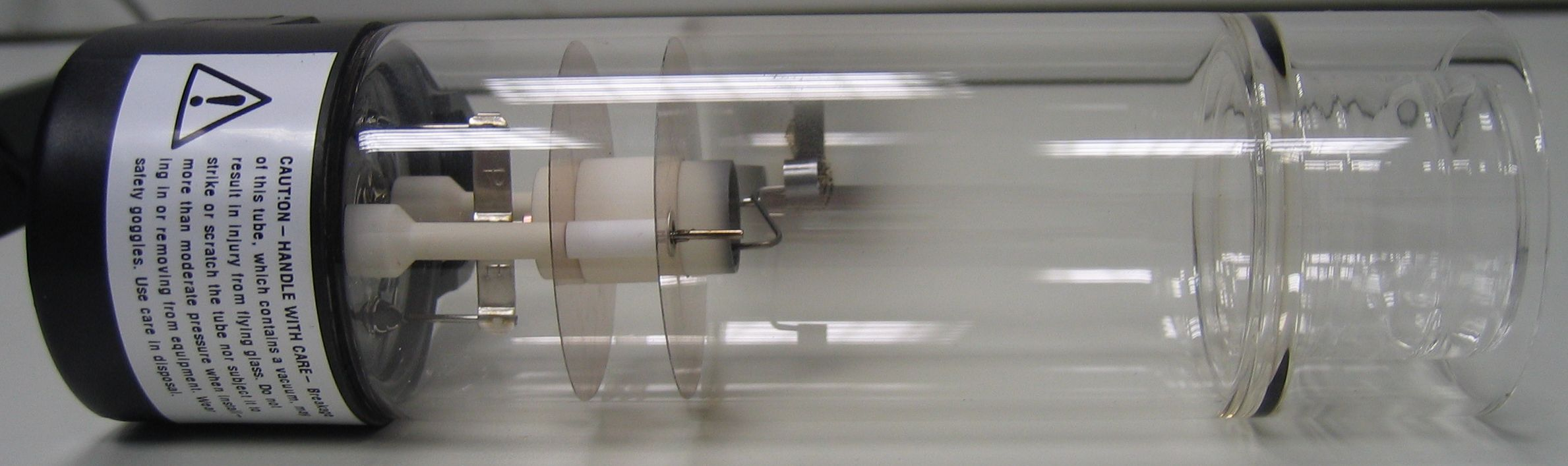
Hohlkathodenlampe

- Hohlkathodenlampen mit einer Kathode bestehend aus dem Element des Analyten. Alternativ können auch
- Superlampen (zusätzliche Kathode) oder
- Elektrodenlose Entladungslampen (EDL, Prinzip Gasentladungslampe) eingesetzt werden.

Beide zuletzt genannten Lampentypen bieten eine höhere Lichtintensität, was insbesondere Elementen, die im UV-Bereich absorbieren (Arsen, Cadmium, Blei, Antimon, Selen, Bismut, Tellur, Quecksilber), eine bessere Nachweisgrenze durch besseres Signal-Rausch-Verhältnis (engl. signal to noise ratio, SNR) beschert. Normale Hohlkathodenlampen zeigen unterhalb etwa 300 nm eine deutliche Intensitätsverschlechterung ihrer Emissionslinien. Beide Lampentypen erfordern eine separate Spannungsversorgung, die bei modernen Geräten aber z. T. schon eingebaut ist.
In der HR-CS-AAS verwendet man nur eine einzige Strahlungsquelle, eine speziell entwickelte Xenon-Kurzbogenlampe (Xenon-Gasentladungslampe) als kontinuierliche Strahlungsquelle für alle Elemente und alle Wellenlängen über den gesamten Spektralbereich von 190–900 nm. Die Lampe hat eine veränderte Elektrodenform und arbeitet unter hohem Druck. Unter diesen Bedingungen bildet sich ein heißer Brennfleck aus, der eine Temperatur von etwa 10.000 K erreicht. Die Emissionsintensität dieser Lampe ist über den gesamten Spektralbereich um mindestens Faktor 10, im fernen UV um mehr als Faktor 100 intensiver als die von konventionellen Hohlkathodenlampen. Die Strahlungsintensität hat in der AAS zwar keinen Einfluss auf die Empfindlichkeit, wohl aber auf das Signal/Rausch-Verhältnis.

## Atomisierung
Das Ziel bei der Atomabsorptionsspektroskopie besteht darin, einen möglichst hohen Anteil von Atomen in den gasförmigen Aggregatzustand zu überführen und möglichst wenig angeregte oder ionisierte Atome zu erzeugen. Dazu muss die Probe verdampft (frei von Lösemitteln und leicht flüchtigen Bestandteilen) und verascht werden und in freie Atome dissoziieren.
Zur Atomisierung werden in der AAS vorwiegend Flammen und Graphitrohröfen eingesetzt. Dabei muss zwischen F-AAS und GF-AAS unterschieden werden. Bei der F-AAS wird die Probe kontinuierlich mit einer konstanten Geschwindigkeit zugeführt, woraus man zeitlich konstante Signale erhält. Bei der GF-AAS wird nur einmal eine bekannte Probemenge aufgegeben. Im Idealfall hat das spektrale Signal ein Maximum und fällt dann auf Null ab, wenn die Atomwolke aus dem Atomisator herausgetragen wird.
In der HR-CS-AAS werden die gleichen Atomisatoren eingesetzt wie in der klassischen Linienstrahler-AAS. Wegen der Sichtbarkeit der spektralen Umgebung der Analysenlinie kann in der HR-CS-AAS die Methodenentwicklung und -optimierung für einen erfahrenen Analytiker erleichtert und vereinfacht werden, ein unbedarfter Anwender kann aber auch durch die zusätzlichen Informationen verunsichert werden.

### Flammen-Atomabsorptionsspektroskopie
Bei der Flammen-Atomabsorptionsspektroskopie (F-AAS), auch Flammentechnik genannt, wird die gelöste Probe zunächst in ein Aerosol überführt. Dazu wird die Probe mit einem pneumatischen Zerstäuber in eine Mischkammer hinein zerstäubt und mit Brenngas und Oxidans (Oxidationsmittel) verwirbelt. Es bildet sich ein feiner Nebel, ein Aerosol. Um die Tropfengröße noch kleiner und gleichmäßiger zu machen, trifft das Aerosol zunächst auf eine Prallkugel aus Keramik und anschließend ggf. auf einen Mischflügel, der nur feine Tröpfchen passieren lässt. Ein geringer Teil des ursprünglichen Aerosols gelangt schließlich aus der Mischkammer in die Flamme. Dort verdampft zunächst das Lösungsmittel und die festen Probenbestandteile schmelzen, verdampfen und dissoziieren schließlich. Zu hohe Flammentemperaturen können insbesondere bei Alkali- und einigen Erdalkalielementen zu Ionisationsinterferenzen führen, die durch Zugabe eines Ionisationspuffers (Caesium- oder Kaliumchlorid) kontrolliert werden. Zu niedrige Flammentemperaturen führen zu chemischen Interferenzen. In der Flammen-AAS kann die Flamme alternativ mit zwei unterschiedlichen Gasgemischen betrieben werden.
- Luft-Acetylen-Flamme: In der Regel wird diese Flamme eingesetzt, sie verwendet Luft als Oxidans und Acetylen als Brenngas.
- Lachgas-Acetylen-Flamme: Die Verbindungen einiger Elemente (z. B. Aluminium, Silicium, Titan, aber auch Calcium und Chrom) erfordern höhere Temperaturen zur Dissoziation. In diesem Fall wird anstelle von Druckluft das Gas Distickstoffoxid (Lachgas) als Oxidans eingesetzt. Diese Flamme ist mit ca. 2800 °C um ca. 500 °C heißer als die Luft-Acetylen-Flamme. Durch ihre reduzierende Wirkung können auch Oxide von z. B. Chrom, Calcium und Aluminium atomisiert werden.

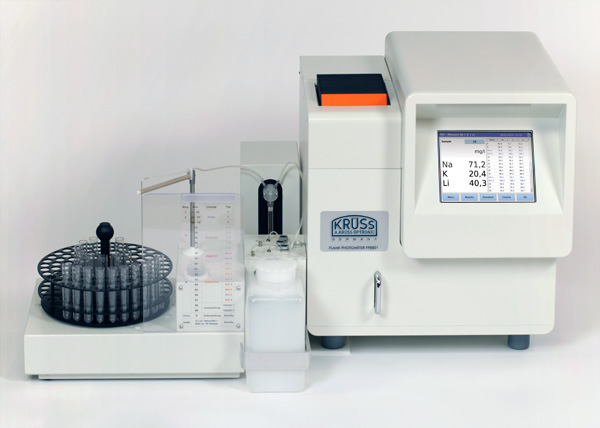
Das Flammenphotometer FP8800 kann gleichzeitig die Konzentration von 4 Alkali- und Erdalkali- elementen bestimmen.
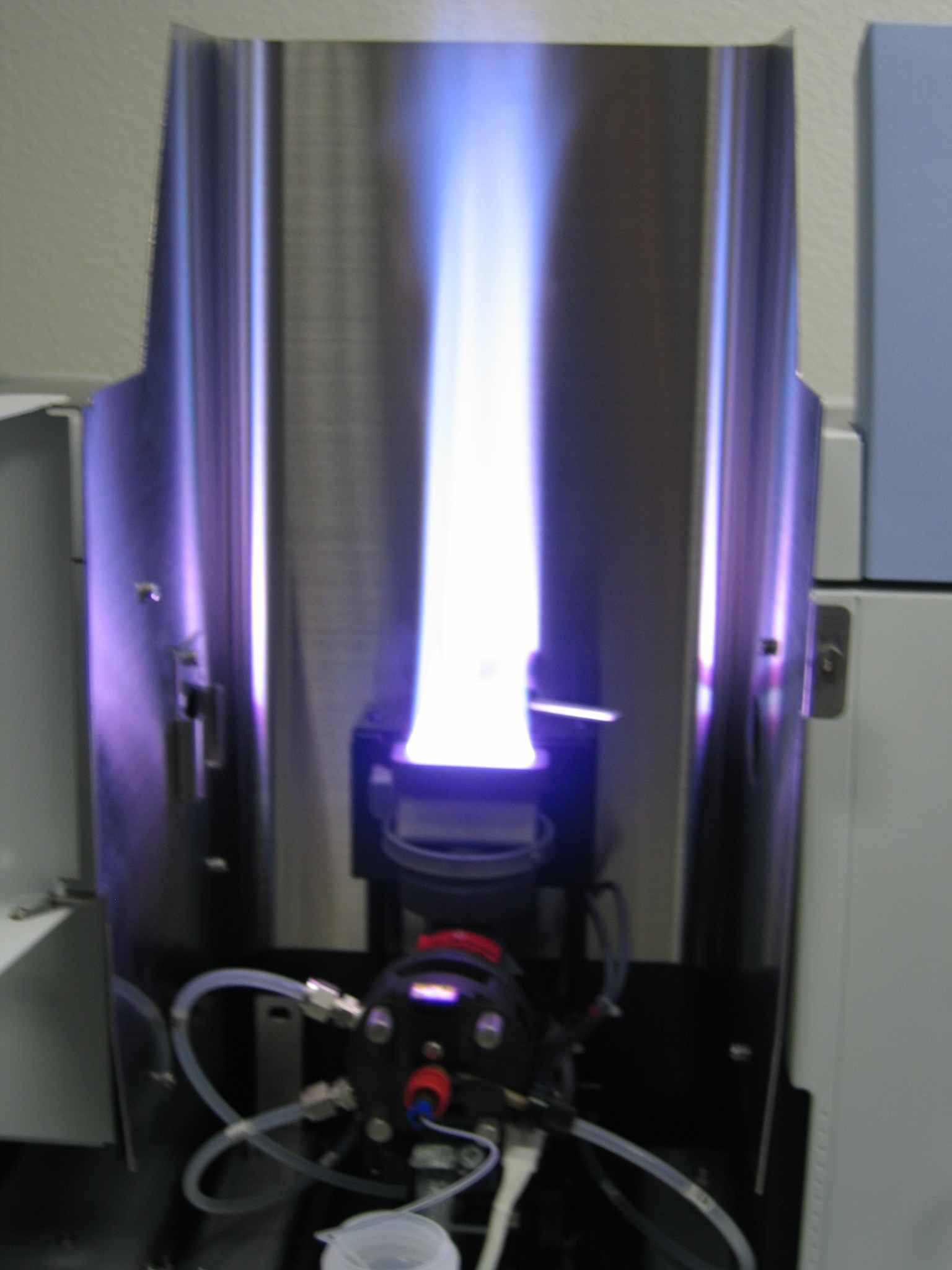
„normale“ Lachgasflamme
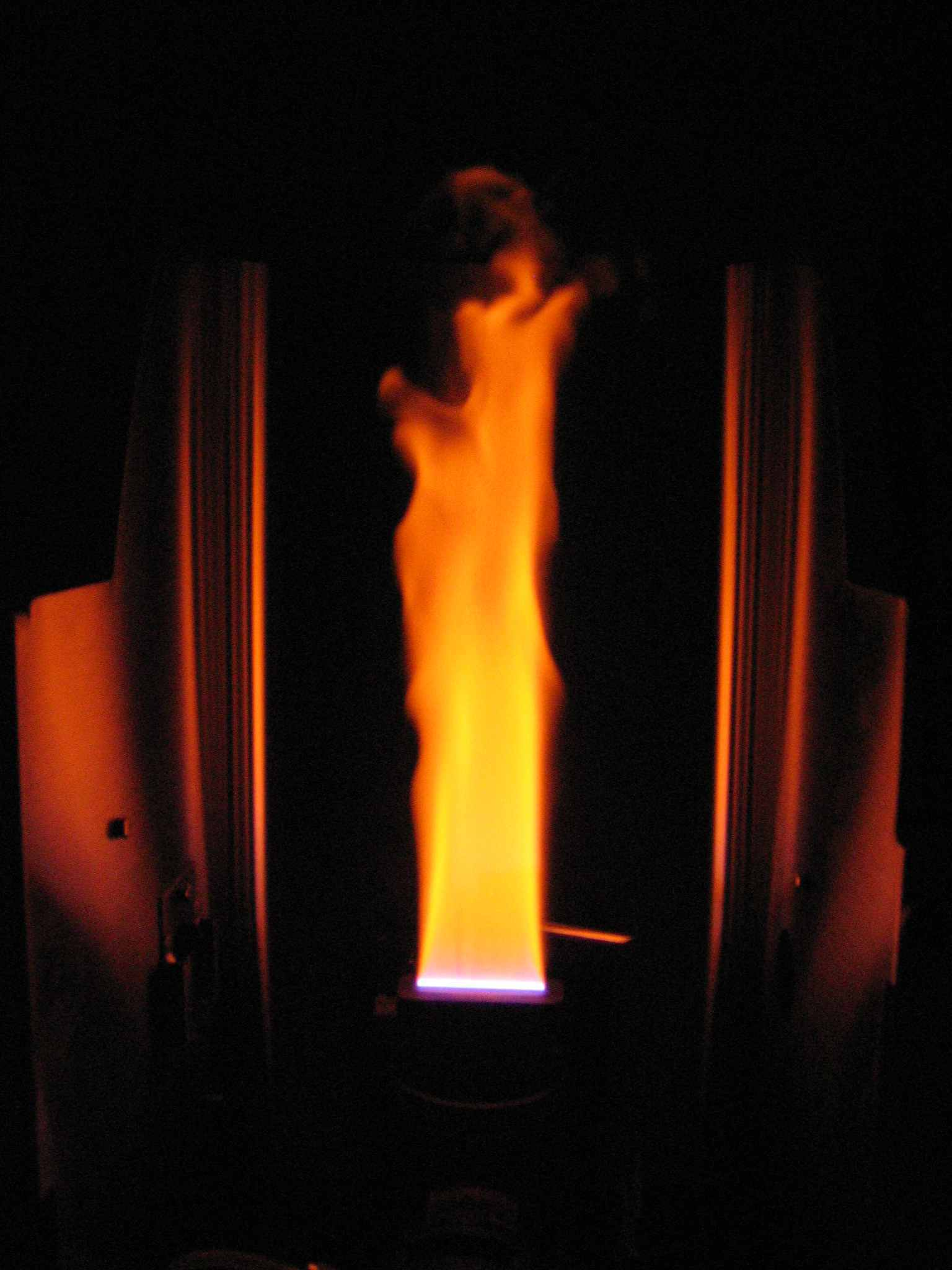
Lachgasflamme bei hoher Salzfracht

### Graphitofen-Atomabsorptionsspektrometrie

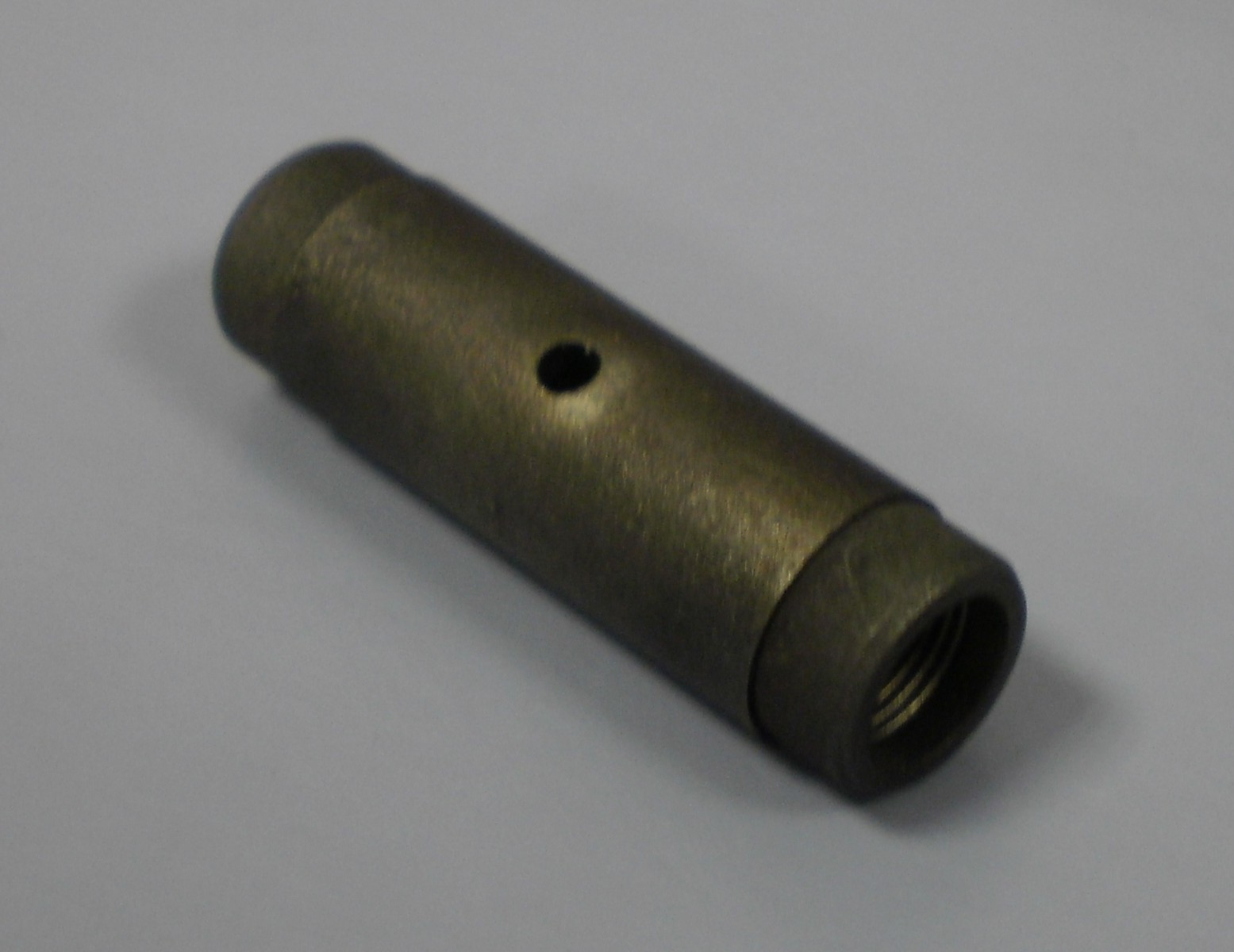
Graphitrohr

Bei der Graphitofen-Atomabsorptionsspektrometrie (GF-AAS) auch Graphitrohrtechnik oder Atomabsorptionsspektrometrie mit elektrothermischer Aufheizung (EtA-AAS) genannt, macht man sich den Umstand zunutze, dass Graphit den Strom leitet und sich beim Anlegen einer elektrischen Spannung durch seinen elektrischen Widerstand erhitzt.
Zunächst werden 5 bis 50 Mikroliter der Probelösung in einen Graphitrohrofen eingebracht und in mehreren Schritten erhitzt. Das Programm hängt wesentlich von dem zu analysierenden Element sowie seiner chemischen Umgebung ab. Außerdem spielt es eine große Rolle, in was für einem Gerät und in was für einem Graphitrohrofensystem (längsbeheizter/querbeheizter Graphitrohrofen) gearbeitet wird. Generell kann gesagt werden, dass im querbeheizten Graphitrohrofen ca. 200 °C geringere Pyrolysetemperaturen und 200 °C bis 400 °C geringere Atomisierungstemperaturen eingesetzt werden. Als Anhaltspunkt für die Wahl des richtigen Temperatur-/Zeitprogramms sollten die „Empfohlenen Bedingungen“ des Graphitrohrofenherstellers dienen. Hiervon ausgehend sollten Temperaturen und Zeiten so optimiert werden, dass das Messsignal bei minimalem Untergrundsignal eine maximale Signalfläche erhält. Die Probenzusammensetzung kann eine Abweichung vom Standardprogramm erforderlich machen.
1. Trocknung 1: für etwa 30 s wird der Ofen auf 90 °C bis 130 °C geheizt, um die Probe einzuengen und nahezu zu trocknen.
2. Trocknung 2: für etwa 20 s wird der Ofen auf 400 °C geheizt, um die Probe vollständig zu trocknen (wenn Kristallwasser vorhanden)
3. Pyrolyse: für etwa 30 s wird der Ofen auf 400 °C bis 1500 °C (abhängig vom Element) geheizt, um die organischen Bestandteile zu entfernen. Dies geschieht durch Pyrolyse oder Veraschung
4. Atomisierung: bei 1500 °C bis 2500 °C (abhängig von der elementspezifischen Atomisierungstemperatur) wird die Probe etwa 5 s lang atomisiert
5. Ausheizen: schließlich wird nach Ende der Analyse noch etwa 3 s auf 2500 °C (querbeheizter Ofen) bis 2800 °C (längsbeheizter Ofen) geheizt, um Restbestände der Probe zu atomisieren

Jeder Schritt beinhaltet eine Anstiegszeit (Rampe), innerhalb derer die angegebene Temperatur erreicht wird. Je langsamer die Aufheizrate gewählt wird, desto geringer ist die Gefahr eines Verspritzens von Probe und desto besser wird die Präzision bei mehreren Wiederholmessungen. Für eine schonendere Trocknung kann der Schritt „Trocknung 1“ aufgeteilt werden, z. B. in einen Schritt bei 110 °C und einen Schritt bei 130 °C. Schritt „Trocknung 2“ kann bei einfachen Proben (Trinkwasser) auch wegfallen; er wird eher bei Proben mit komplexer Matrix (Körperflüssigkeiten oder stark salzhaltige Abwässer) eingesetzt. Für den Atomisierungsschritt wählt man üblicherweise eine Rampe von 0 Sekunden, hierbei wird die maximale Leistung der Spannungsversorgung auf das Graphitrohr gegeben, um eine maximale Aufheizrate zu erzielen. Dadurch erreicht die Atomwolke des Analyten eine maximale Dichte und es ergibt sich eine maximale Empfindlichkeit.
Die Temperaturen sind natürlich abhängig vom Analyten und können stark abweichen. Vorteilhaft gegenüber der Flammtechnik ist, dass die Probe quantitativ in den Strahlengang gebracht werden kann und dort auch länger (bis zu 7 s) verbleibt. Weiter können oft störende Matrixbestandteile durch unterschiedliche Verdampfungstemperaturen abgetrennt werden; entweder verdampfen sie vorher, oder sie bleiben zurück. Die Nachweisgrenzen sind daher bis zu drei Zehnerpotenzen besser als bei der Flammentechnik oder der ICP-OES. Allerdings kann es zu Interferenzen kommen, wenn nicht unter spezifischen Messbedingungen gearbeitet wird. Die Zusammenfassung aller Maßnahmen, die zu einer störungsfreien Analytik in der Graphitrohr-AAS führen, wird als STPF-Konzept (engl.: stabilized temperature platform furnace) bezeichnet.
STPF-Konzept
- Pyrolytisch beschichtetes Graphitrohr (bessere Haltbarkeit und Empfindlichkeit)
- Plattform im Graphitrohr (Atomisierung in eine temperaturkonstante Gasphase im Graphitrohr)
- Peakflächenauswertung (geringere Abhängigkeit vom Zeitpunkt der maximalen Atomisierung des Analyten)
- Einsatz von Modifiern (Stabilisierung des Analyten bei höheren Pyrolysetemperaturen oder Verringerung der Zersetzungstemperatur von Matrixbestandteilen)
- Gasstop während der Atomisierung (Atomwolke verbleibt länger im Rohr)
- schnelle Signalerfassung
- querbeheizter Graphitrohrofen (Temperaturkonstanz über die gesamte Länge des Rohres, keine Kondensationseffekte und Rekombination zu Molekülen)

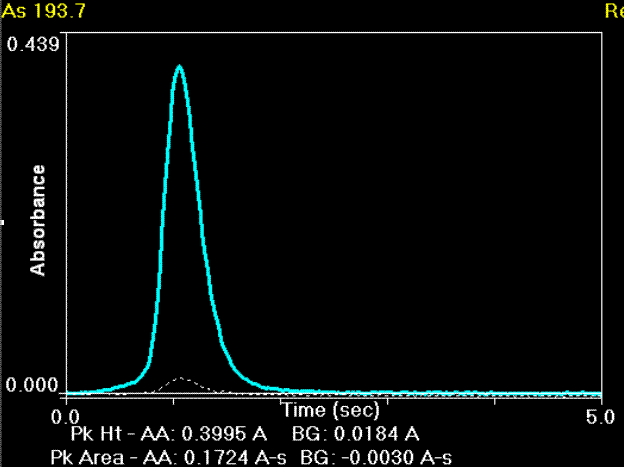
Transientes (zeitaufgelöstes) Signal einer Messung von Arsen im Graphitrohrofen
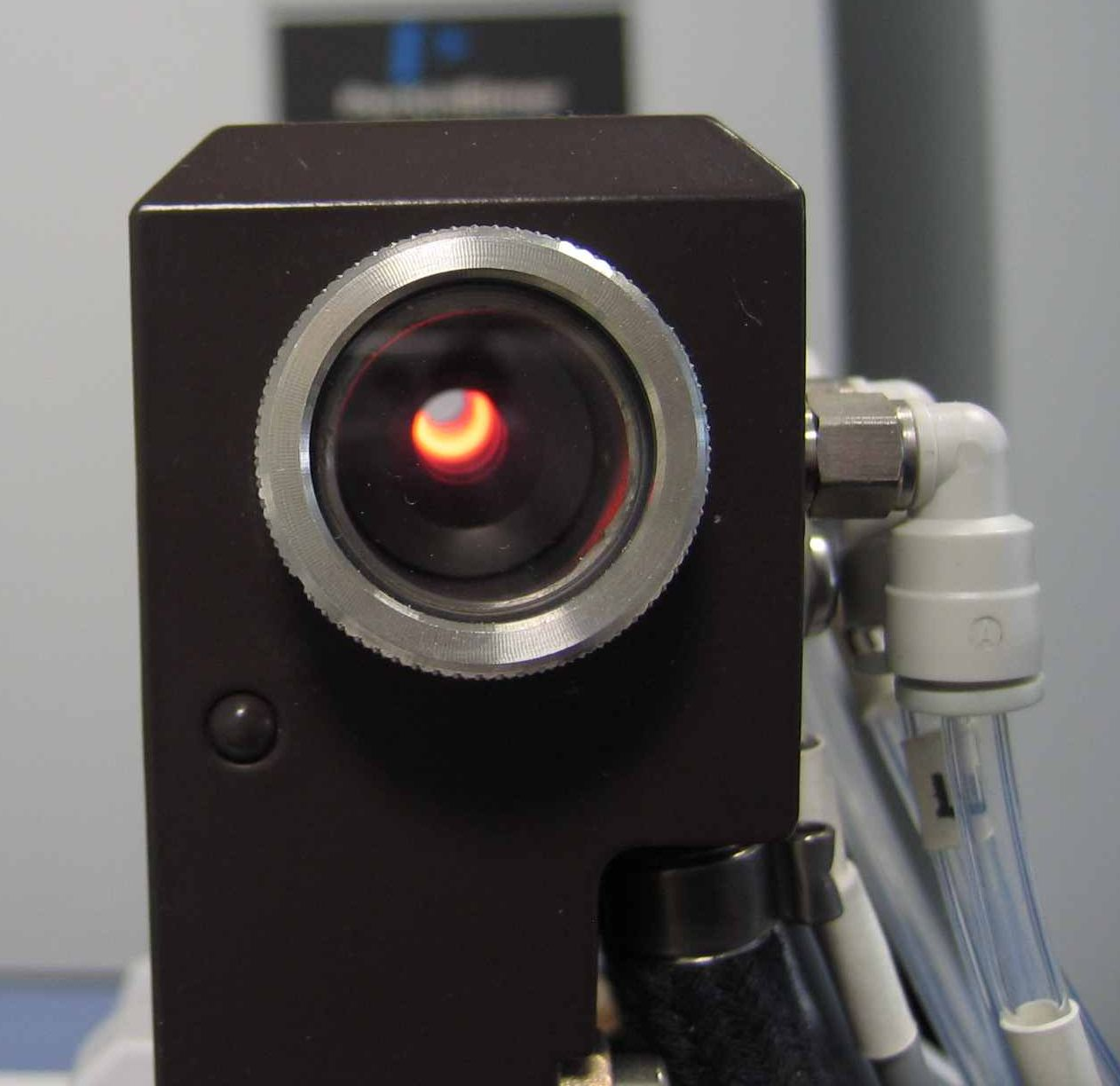
Glühende Plattform im längsbeheizten Graphitrohrofen
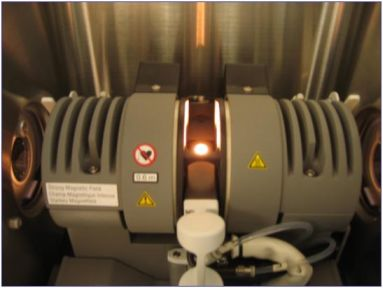
Querbeheizter Zeeman-Graphitrohrofen

### Hydrid- und Kaltdampftechniken
Begriffsdefinition
- HG-AAS: Hydride-Generation-AAS-Hydridtechnik
- CV-AAS: Cold-Vapour-AAS-Kaltdampftechnik
- HG-ET-AAS: Hydride-Generation-Electrothermal-AAS-Anreicherung von Hydriden im Graphitrohrofen (auch: FIAS-Furnace, FIFU)

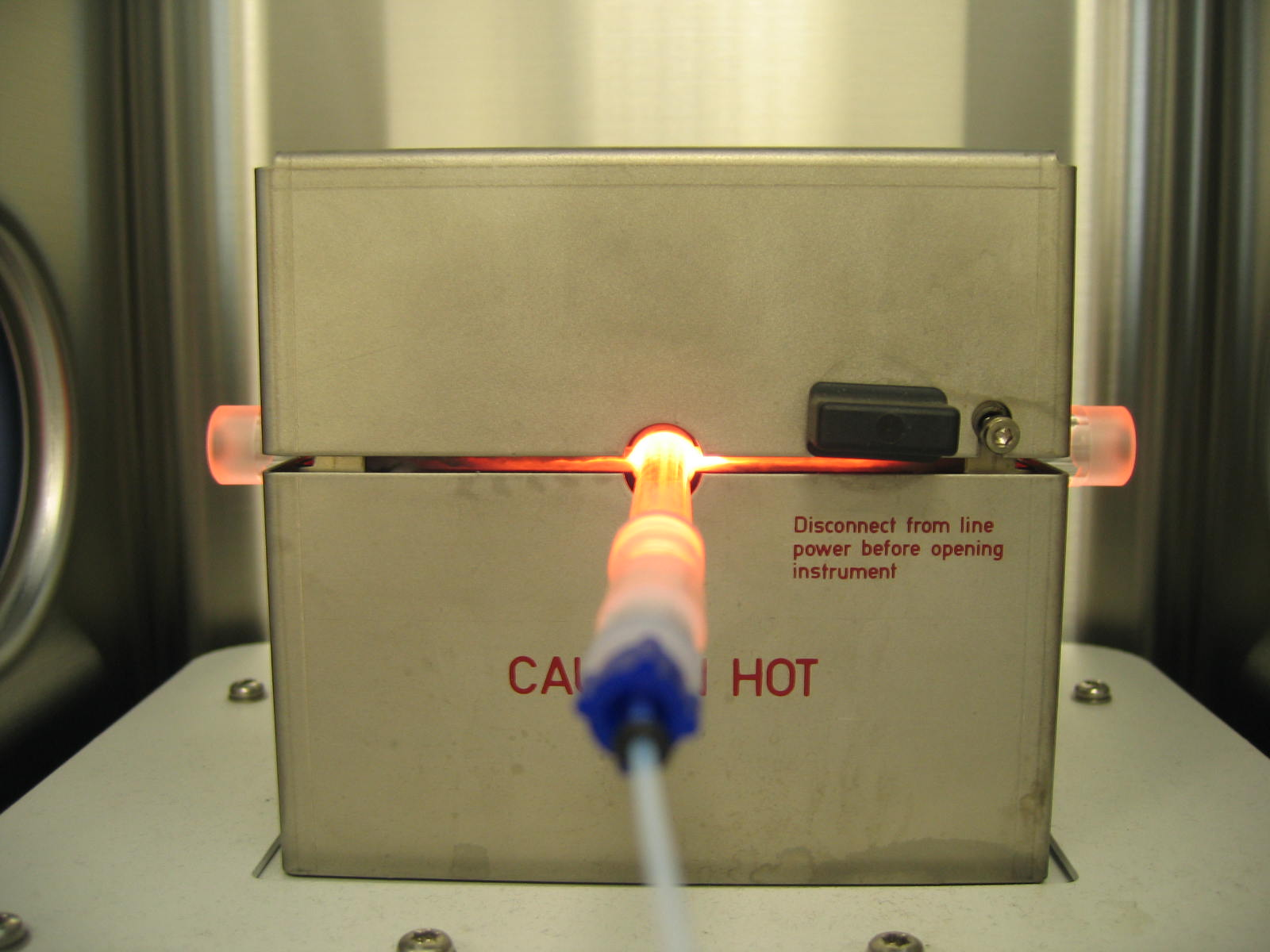
Elektrisch beheizte Quarzzelle bei 1000 °C zur Bestimmung von Arsen

HydridtechnikBei einigen Elementen, vornehmlich Zinn, Arsen, Antimon, Bismut, Selen, Tellur und Germanium können mit der relativ einfachen Hydridtechnik vergleichbare Nachweisgrenzen wie im Graphitrohrofen erreicht werden. Wenn das zu bestimmende Element mit naszierendem Wasserstoff gasförmige Hydride wie zum Beispiel AsH3, SnH4 oder H2Se bildet, können diese durch Inertgas (i. d. R. Argon) aus ihrer Lösung getragen und in eine beheizte Glasküvette überführt werden. Die Küvette besteht aus Quarzglas, da sich einfaches Glas bei der verwendeten Temperatur (bis 1000 °C) mit der Zeit verformt. Die Heizung kann entweder eine Elektroheizung oder die Flamme eines Flammen-AAS sein. Ein Vorteil der Elektroheizung besteht in der besseren Temperaturregulierung, da nicht jedes Element sein Empfindlichkeitsmaximum bei der gleichen Temperatur hat. In der Zelle zerfallen die Hydride bei Temperaturen um die 1200 K wieder in Wasserstoff und das zu bestimmende Element. Diese Reaktion ist nicht nur temperaturgesteuert, sondern sie hängt auch von der Oberflächenbeschaffenheit der Zelle ab. Die Hydridtechnik beschränkt sich nicht ausschließlich auf die AAS, sie findet auch in der ICP-OES ihre Anwendung.
KaltdampftechnikAls Unterform der Hydridtechnik ist die Kaltdampftechnik (CV-AAS) aufzufassen, meist als Fließinjektion Quecksilber-Kaltdampf System (engl. flow injection mercury system, (FIMS)) ausgeführt. Hierbei wird mit Hilfe eines Reduktionsmittels kein Hydrid, sondern atomares Quecksilber generiert. Das Reduktionsmittel kann, wie oben, Natriumborhydrid (NaBH4) sein, häufiger wird jedoch Zinn(II)-chlorid verwendet, das eine höhere Empfindlichkeit bietet und weniger zu Schaumbildung neigt. Bei Quecksilber spricht man von Kaltdampftechnik, da die Quarzzelle nicht beheizt sein muss und keine Aktivierungsenergie für eine Zersetzung des Hydrids benötigt wird. Trotzdem ist ein leichtes Erwärmen auf 50 °C bis 100 °C vorteilhaft, damit sich kein Wasserdampf in der Küvette absetzt, was die Empfindlichkeit stören kann.
FIAS-TechnikWenn Hydrid bzw. Quecksilber durch ein Fließinjektionssystem erzeugt wird, können viele Proben schnell hintereinander mit wenig Verschleppung zwischen den Proben analysiert werden. Hierbei wird ein definiertes Probenaliquot über ein Ventil in einen Reaktor gepumpt, mit Reduktionslösung versetzt und mit Argon durchmischt. Vor und nach dem Probenaliquot wird das System durch Umschalten des Ventils mit Säure gespült. In einem Gas-Flüssigseparator entweicht das entstandene Gas (Hydrid oder Quecksilberdampf), verbliebene Flüssigkeit wird über einen Abfallschlauch abgepumpt. Das Gas wird in die Quarzzelle überführt und mit dem Spektrometer gemessen.
FIAS-Furnace-TechnikDie Zersetzung der Hydride kann jedoch nicht nur in der Quarzzelle, sondern auch im Graphitrohr erfolgen (Hydride Generation Electrothermal AAS, HG-ET-AAS). Hierfür muss das Rohr einmalig mit einer Schicht aus Iridium (Lösung von IrCl3) belegt werden, an dessen Oberfläche sich das Hydrid zersetzt und der Analyt (auch Quecksilber) anreichert. Über ein kurzes Temperaturprogramm wird der Analyt atomisiert, ohne die Beschichtung zu zerstören. Die Nachweisstärke liegt, bei gleichem Probenvolumen, im Bereich der herkömmlichen Hydridtechnik, kann jedoch durch größere Volumina beliebig gesteigert werden. Vorteil ist die geringere Störanfälligkeit bei der Zersetzung der Hydride, die in der Quarzzelle stark von der Oberflächenbeschaffenheit der Zelle (Stoßreaktion) und weniger von der Temperatur abhängt (solange die Aktivierungsenergie ausreicht). Die Technik wird auch, in Kombination mit einem Fließinjektionssystem, als FIAS-Furnace-Technik, FIFU, bezeichnet.

## Monochromator
Der Monochromator teilt das aus Lampe und leuchtender Atomisierungseinheit stammende Licht in sein Spektrum auf und isoliert daraus eine bestimmte Wellenlänge. Bei modernen Geräten werden dazu ausschließlich holographische Gitter verwendet, die das einfallende Licht beugen. Je höher die Zahl der Furchen auf dem verwendeten Gitter ist, desto besser ist das Auflösungsvermögen der Optik eines Spektrometers. Im Gegensatz zu den Emissionstechniken werden in der AAS Linienstrahler als Strahlungsquellen eingesetzt, die kein kontinuierliches Spektrum erzeugen, sondern nur die Spektrallinien des darin enthaltenen Elementes. Aus diesem Grunde sind die Ansprüche an das Auflösungsvermögen der Optik eines AAS geringer als an die Optik eines ICP-OES.
Über die Wahl der Breite des Austrittsspaltes wird der Wellenlängenbereich eingegrenzt, der auf den Detektor gelangt.
Der Einsatz eines Kontinuumstrahlers in High-Resolution-Continuum-Source-AA-Spektrometern erfordert zwangsläufig die Verwendung eines hochauflösenden Monochromators. Klassische Monochromatoren dieser Art, wie sie in der optischen Emission eingesetzt wurden, haben einen großen Platzbedarf und neigen stark zu Wellenlängendrift. Beides ist in der HR-CS-AAS nicht akzeptabel. Das Problem wurde mit der Konstruktion eines kompakten Doppelmonochromators mit aktiver Wellenlängenstabilisierung gelöst. Beide Monochromatoren sind in Littrow-Aufstellung mit einer Brennweite von 30 bzw. 40 cm. Die Strahlung des Kontinuumstrahlers gelangt durch den Eintrittsspalt in den Monochromator und wird von dem ersten Parabolspiegel auf das Prisma umgelenkt. Das Prisma ist auf der Rückseite verspiegelt, so dass die Strahlung das Prisma zweimal passiert, bevor sie, nun spektral zerlegt, wieder auf den Parabolspiegel fällt. Dieser führt die Strahlung über einen Umlenkspiegel zum Zwischenspalt. Das Prisma wird dabei so gedreht, dass die Strahlung im Bereich der Analysenlinie durch den Zwischenspalt in den zweiten Monochromator gelangt. Der zweite Parabolspiegel lenkt die Strahlung auf das Echellegitter, wo der ausgewählte Spektralbereich nun hoch aufgelöst wird. Das gesamte hochaufgelöste Teilstück des Spektrums wird dann von dem Parabolspiegel auf dem Detektor abgebildet. Die Auflösung des Doppelmonochromators liegt traditionell bei einem Wert, der etwa um einen Faktor 100 besser ist als die Auflösung klassischer AAS-Geräte.

Czerny-Turner-Anordnung eines Monochromators

Grundanordnungen von Monochromatoren:
- Czerny-Turner-Gittermonochromator: Licht (A) wird auf den Eintrittsspalt fokussiert (B) und wird mit einem Konkavspiegel kollimiert (parallelisiert) (C). Der kollimierte Strahl wird durch ein drehbares Gitter gebeugt (D) und der dispergierte Strahl wieder durch einen zweiten Spiegel (E) auf den Austrittsspalt (F) fokussiert. Jede Wellenlänge des Lichtes wird auf eine andere Stelle des Spaltes fokussiert. Die Wellenlänge, die durch den Spalt (G) hindurchgelassen wird, hängt vom Drehwinkel des Gitters (D) ab.
- Echelle-Anordnung: Echelle-Monochromatoren kombinieren in der Atomspektrometrie die Vorteile einer sehr kompakten Bauweise mit hohem Lichtdurchsatz bei sehr guter optischer Auflösung. Durch die Kombination eines Echellegitters mit einem Prisma zur Auftrennung der sich überlappenden Beugungsordnungen ergibt sich eine zweidimensionale Anordnung des Spektrums, die bei geeigneter Wahl des Detektors (Halbleiterdetektor mit Segmentierung der lichtempfindlichen Bereiche) eine simultane Erfassung mehrerer Wellenlängen zulässt. Realisiert wird diese Anordnung in vielen OES und in wenigen AAS.
- Littrow-Anordnung

## Detektor
Zur Messung der Lichtschwächung setzt man Sekundärelektronenvervielfacher (SEV) oder – heutzutage vermehrt – Halbleiterdetektoren ein. Letztere zeigen eine homogenere und effektivere Lichtausbeute (Quanteneffizienz) über den interessierenden Wellenlängenbereich (190–900 nm) und damit ein besseres Signal/Rausch-Verhältnis, was sich in besseren Nachweisgrenzen widerspiegelt. Als Detektor wird in der HR-CS-AAS eine CCD-Zeile verwendet. Jedes Pixel wird dabei unabhängig ausgewertet, so dass das Gerät im Prinzip mit unabhängigen Detektoren arbeitet. Alle Pixel werden simultan belichtet und simultan ausgelesen. Während der Signalverarbeitung erfolgt bereits die nächste Belichtung, was eine sehr rasche Messfolge ermöglicht. Die Absorptionslinie wird im Wesentlichen von fünf zentralen Pixeln erfasst, während die übrigen Pixel lediglich die statistischen Schwankungen der Grundlinie zeigen. Diese können für Korrekturzwecke verwendet werden. Nachdem alle Pixel simultan belichtet und ausgelesen werden, können alle Intensitätsschwankungen, die nicht wellenlängenabhängig sind, wie etwa Schwankungen in der Lampenemission, mit Hilfe von Korrekturpixel ermittelt und eliminiert werden. Dadurch entsteht ein extrem stabiles und rauscharmes System, das zu einer deutlichen Verbesserung des Signal-zu-Rausch-Verhältnisses führt. Das gleiche Korrektursystem eliminiert automatisch auch jegliche kontinuierliche Untergrundabsorption. Der Detektor registriert nicht nur die Strahlung auf der Analysenlinie, sondern ihre gesamte Umgebung. Damit werden z. B. spektrale Interferenzen erkennbar und können leichter vermieden werden.

## Interferenzen in der AAS
Durch die Anwesenheit von Begleitsubstanzen in der Probe kann es zu Interferenzen (Störungen) kommen. Man unterscheidet:
- spektrale Interferenzen
- nicht spektrale Interferenzen

Spektrale Interferenzen werden bis zu einem bestimmten Grad durch Untergrundkorrektur bereinigt oder zumindest verringert. Dazu wird in der AAS neben der Strahlungsquelle zusätzlich eine Deuterium-Lampe (D2-Lampe) in den Strahlengang geschaltet oder alternativ in der Graphitrohrofen-AAS die Zeeman-Untergrundkorrektur verwendet. Die High-Resolution Continuum Source AAS (HR-CS-AAS) arbeitet mit einem hochauflösenden Echelle-Spektrometer. Neben der Intensität der Analysenlinie wird auch die spektrale Umgebung simultan registriert. Dadurch sind Interferenzen sofort sichtbar. Die Notwendigkeit einer Optimierung oder Korrektur der Parameter werden in den HR-CS-AA-Spektrometern automatisch erkannt. Auch durch den Einsatz eines leistungsstarken Detektors wird bei optimaler Linientrennung eine Minimierung der Interferenzen erreicht.
Ursachen für spektrale Interferenzen in der AAS sind:
- Emissionslinien der Flamme oder Schwarzkörperstrahlung des glühenden Graphitrohrofens (Gleichlicht),
- ungewünschte Absorption auf der gleichen Wellenlänge
- Streuung an festen, schwer verdampfbaren Rauchpartikeln und Gasen (Rayleigh-Streuung)

Nicht spektrale Interferenzen (chemische Interferenzen) entstehen beim Atomisierungsvorgang. Man unterscheidet:
- Transportinterferenzen sind chemische Störungen durch Matrixkomponenten oder durch physikalische Störungen durch die Viskosität, Dichte oder der Oberflächenspannung des Lösungsmittels. Sie sind besonders in der Flammen-AAS problematisch, da hier nur ein sehr geringer Anteil der Probe in die Flamme gelangt. Die Eliminierung von Transportinterferenzen wird durch das Standard-Additionsverfahren oder eine Matrixanpassung der Kalibrierungs-Standards an die Probe erreicht.
- Gasinterferenzen entstehen, wenn es nicht zur vollständigen Dissoziation (AB → A+B) oder zu einer Ionisierung kommt. Durch Zugabe von Freisetzungsmitteln, beispielsweise LaCl3 für Phosphate, kann eine vollständige Dissoziation erreicht werden. Durch Zugabe von Alkalielementen kann eine bessere Ionisierung erreicht werden. In beiden Fällen gehorcht die Wirkungsweise dem Massenwirkungsgesetz. Ein Überschuss dieses Hilfsmittels bewirkt eine Verschiebung des Reaktionsgleichgewichtes zum gasförmigen Analyten im atomaren elektronischen Grundzustand.
- Verdampfungsinterferenzen spielen im Graphitrohr eine Rolle. Sie entstehen durch zu frühe oder zu späte Verdampfung des Analyten in der Probe, bezogen auf das Verhalten des Analyten im Kalibrierungs-Standard. Dadurch kann das Signal einer Probe und eines Kalibrierungs-Standards bei gleichem Analytgehalt eine deutlich unterschiedliche Signalform und -höhe ergeben. Ein zeitlich aufgelöstes Signal (Auswertung in Signalfläche) kann hier noch zu richtigen Ergebnissen führen, ohne auf eine Standardaddition zurückgreifen zu müssen.

### Deuterium-Untergrundkorrektur
Bei Verwendung einer Deuteriumlampe für die Korrektur des Untergrundes wird die Lichtschwächung der Hohlkathodenlampe und die einer D2-Lampe entweder zeitgleich oder abwechselnd erfasst. Die D2-Lampe liefert, im Gegensatz zur Hohlkathodenlampe, ein kontinuierliches Lichtspektrum, dessen Intensität von der Wellenlänge abhängt. Oberhalb von ca. 350 nm liefert sie so gut wie keine Intensität, so dass Elemente mit einer Absorptionslinie oberhalb dieser Wellenlänge ohne Untergrundkorrektur gemessen werden können. Die Auswahl des Wellenlängenbereiches zur Bestimmung der Untergrundabsorption erfolgt über die Breite des Monochromatorspaltes am Spektrometer. In erster Näherung wird das Licht der Deuteriumlampe fast nur durch den Untergrund absorbiert. Der Anteil der Schwächung der Analysenwellenlänge ist im Vergleich zur Schwächung der übrigen, vom Spalt durchgelassenen Wellenlängen, vernachlässigbar gering.
Bei der Auswertung wird von der gemessenen Strahlung der Hohlkathodenlampe (Gesamtabsorption aus Untergrund + Atomabsorption) die Absorption der Strahlung der D2-Lampe (näherungsweise nur Untergrundabsorption) abgezogen. Man erhält die Absorption des Analyten in der Probe.
Ein prinzipieller Fehler liegt in der Messung des Untergrundes innerhalb eines Wellenlängenbereiches, vorgegeben durch die Einstellung des Spaltes im Monochromator, und nicht exakt auf der Analysenwellenlänge. Wenn also der Untergrund besonders stark neben der eigentlichen Analysenlinie absorbiert, wird ein zu großer Betrag Untergrundabsorption von der Gesamtabsorption abgezogen. Es kommt zu einer sog. „Überkorrektur“ des Messsignals mit negativen Messergebnissen.

### Zeeman-Untergrundkorrektur
Das Magnetfeld des Zeeman-Magneten kann man als zweite „Strahlungsquelle“ auffassen.
Bei ausgeschaltetem Magnetfeld wird die gesamte Lichtschwächung von Analyt und Untergrund aufgenommen. Bei eingeschaltetem Magnetfeld erfolgt die Zeeman-Aufspaltung der Absorptionslinie, so dass jetzt der Analyt nicht mehr auf der von der Lampe emittierten Wellenlänge absorbiert, sondern nur noch die Matrix (der Untergrund). Die Stärke des angelegten Magnetfeldes reicht nicht für eine Zeeman-Aufspaltung von Molekülen oder Teilchen (des Untergrundes) aus. Der Vorteil dieser Untergrundkorrektur liegt in der Messung des Untergrundes exakt auf der Analysenlinie, wodurch das Untergrundsignal kleiner ist und auch bei höherer Salzfracht noch störungsarm gemessen werden kann. Nachteil ist ein verringerter Linearitätsbereich und, je nach Element, eine verringerte Empfindlichkeit durch z. T. unvollständige Zeeman-Aufspaltung.

### Untergrundkorrektur in der HR-CS-AAS
In der HR-CS-AAS wird kein zusätzliches System zur Untergrundkorrektur benötigt. Diese Geräte sind mit einer CCD-Zeile und damit im Prinzip simultan und unabhängig arbeitenden Detektoren ausgestattet. Von der Software werden einige dieser Detektoren auf beiden Seiten der Analysenlinie ausgewählt und für Korrekturzwecke eingesetzt. Jede Änderung in der Strahlungsintensität, die auf allen Korrekturpixel gleichermaßen auftreten, werden automatisch korrigiert. Hierzu gehören z. B. Schwankungen in der Lampenemission, aber auch jegliche kontinuierliche Untergrundabsorption.
Diskontinuierliche Untergrundabsorption, z. B. direkte Linienüberlagerung mit einem Matrixelement oder Molekülabsorption mit Feinstruktur, kann mit Hilfe von Referenzspektren rechnerisch beseitigt werden.
Es können breitbandige und spektrale Untergrundeffekte getrennt werden. Erstere werden automatisch über Referenzpixel korrigiert und zweitere werden sichtbar und damit bewertbar gemacht. In den meisten Fällen von spektralen Interferenzen ist die hervorragende Auflösung schon ausreichend, so dass die Analysenlinie ungestört zur Auswertung herangezogen werden kann. Mit dieser Technik wird der Arbeitsablauf gerade bei unbekannten und wechselnden Proben extrem vereinfacht. Aber auch bei Routinemessungen mit bekannter Matrix wird die Messroutine erleichtert, da spektrale Störungen nicht mehr aufwendig korrigiert werden müssen. Vollautomatisch ablaufende Untergrundroutinen nutzen die zur Verfügung stehenden Referenzpixel und ermöglichen eine simultane Korrektur in Echtzeit. Die Untergrundkorrektur in der HR-CS-AAS bietet einen großen dynamischen linearen Arbeitsbereich, erweiterte Nachweisgrenzen, eindeutige Messergebnisse, eliminiert Artefakte und korrigiert bei direkter Linienüberlagerung.

### Matrixmodifizierer in der GF-AAS
Hilfreich kann in diesem Zusammenhang auch die Verwendung von Matrixmodifizierern sein, die den Analyten in eine einheitliche, thermisch stabilere, chemische Verbindung überführen (Isoformierungshilfe). Dadurch sind während der Pyrolyse höhere Temperaturen möglich, um Matrix vor der Atomisierung zu entfernen, ohne den Analyten vorzeitig zu verlieren.
Für die Bestimmung von Blei und Cadmium wird häufig ein Mischmodifizierer aus Magnesiumnitrat (Mg(NO3)2) und Ammoniumdihydrogenphosphat (NH4H2PO4) eingesetzt. Zur Bestimmung vieler anderer Elemente hat sich der Einsatz eines Mischmodifizierers aus Palladium(II)-nitrat (Pd(NO3)2) und Magnesiumnitrat bewährt, der Pyrolysetemperaturen von etwa 1000 °C zulässt, das ist in querbeheizten Graphitrohrsystemen die Temperatur, bei der Natriumchlorid (NaCl) verflüchtigt wird, ein häufiger Bestandteil von Körperflüssigkeiten, Abwässern und Produkten der chemischen Industrie.

## Vorteile und Nachteile
Ein wesentlicher Vorteil dieser analytischen Methode ist die Messgenauigkeit, wodurch auch Spuren von Elementen in Proben quantitativ bestimmbar sind.
Nachteilig ist, dass bei der herkömmlichen und verbreiteten „Ein-Element-Suche“ immer nur jeweils ein chemisches Element quantitativ bestimmt wird. Für jedes Element ist eine spezifische Emissions-„Lampe“ erforderlich, mit Kalibrierung vor jedem Untersuchungslauf. Einmal kalibriert sind zwar hunderte Reihen-Untersuchungen möglich.
Aber wenn keine Lampe für beispielsweise Thallium verwendet wird, dann wird Thallium in der Probe nicht analysiert und nicht gefunden, auch wenn vielleicht Thallium in der Probe vorhanden wäre (bei korrekter Angabe stünde dann im Analysenbericht „Thallium: nicht untersucht“). Um beispielsweise 10 Schwermetalle in einer Einzelprobe zu bestimmen, wären 10 Lampenwechsel und 10 Kalibrierungen nötig. Für eine Reihe von Elementen gibt es Mehrelement-Lampen. Diese können ohne große Probleme mit bis zu 3 Elementen versehen werden. Ansonsten sind spektrale Interferenzen kaum zu vermeiden. Außerdem müssen die Elemente von der Flüchtigkeit her zueinander passen. Dennoch war traditionell der zeitliche und finanzielle Aufwand dieser Methode für Einzelproben relativ groß. Erhebliche Verbesserungen sind durch kontinuierliche Lichtquellen (Xenon-Entladungslampen) möglich geworden, die alle Elemente abdecken und die oben genannten Nachteile weitestgehend aufheben.